# Indolizin
Indolizin ist eine chemische Verbindung aus der Gruppe der heteraromatischen bicyclischen Verbindungen mit Brückenkopf-Stickstoff-Atom.

## Vorkommen
Indolizin kommt natürlich als Grundstruktur vieler Alkaloide (zum Beispiel Rotundifolin, Leurosin, Eburnin, Catharanthus-Alkaloide) vor.

## Gewinnung und Darstellung
Indolizin entsteht beim Erwärmen von 2-Methylpyridin mit 2-Bromacetaldehyd sowie bei der Decarboxylierung von Indolizin-2-carbonsäure, die aus 2-Methylpyridin und Brombrenztraubensäure zugänglich ist.

## Eigenschaften
Indolizin liegt in Form von nach Naphthalin riechenden, farblosen Blättchen vor, die in organischen Lösungsmitteln leicht löslich, in warmen verdünnten Säuren unter allmählicher Zersetzung löslich ist. Es ist wasserdampfflüchtig. Die salzsaure Lösung färbt einen Fichtenholzspan rot, seine Lösungen in Benzol fluoreszieren stark violett.